# Hamaguir
Hamaguir (também grafado Hammaguir) é uma vila  localizada no distrito de Abadla, na província de Béchar, Argélia, sudoeste de Béchar. Se encontra na rodovia nacional N50 entre Béchar e Tindouf. A localização é notável por seu papel em foguetes franceses.
O aeroporto de Hamaguir está localizado aqui.